# Josep Maria Puig i Torralva

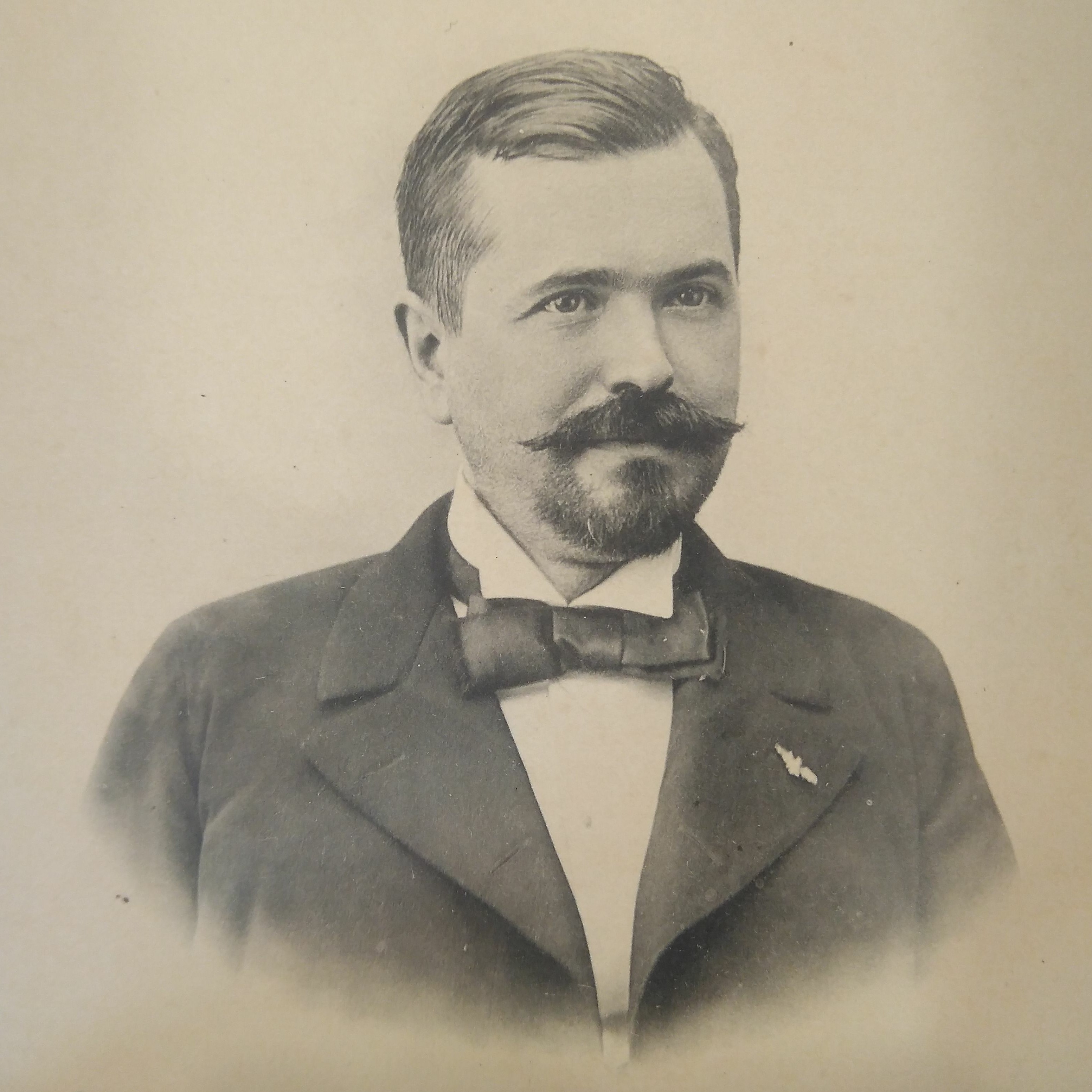
Josep Maria Puig i Torralva.

Josep Maria Puig i Torralva (Valencia, 1854 - 1911) fue un autor español que escribió en valenciano.

## Biografía
Hijo de unos modestos comerciantes en perfumes, empezó estudios eclesiásticos en el Seminario de Valencia, pero tuvo que dejarlos para ocuparse del negocio familiar. Fue miembro de Lo Rat Penat, y dirigió, de 1880 a 1882, el «calendario lemosín» del mismo nombre que había iniciado en 1874 Constantí Llombart, del que era discípulo. Con él participó también, en 1888, en el intento de constituir una nueva asociación, L'Oronella ('La Golondrina'), como reacción a la deriva conservadora que había tomado el ratpenatismo. Obtuvo la Flor Natural en los Jocs Florals de 1897, y posteriormente fue nombrado maestro en gay saber. En 1904 fundó la asociación València Nova, escisión de Lo Rat Penat donde se integraron un grupo de jóvenes nacionalistas valencianos disconformes con el apoliticismo de esta entidad. Reunió su obra poética en Lliris i carts (1899) y dejó inéditos un Ensaig d'ortografia valenciana y una Història gramatical de la llengua llemosina-valenciana.